# Humphrey Mackworth
Sir Humphrey Mackworth (* Januar 1657 in Betton Grange, Shropshire; † 25. August 1727) war ein britischer Unternehmer und Politiker. Wegen seiner umstrittenen Geschäftspraktiken galt er schließlich weithin als Betrüger, doch durch seine Tätigkeit entwickelte sich das südwalisische Neath zu einem frühindustriellen Zentrum.

## Herkunft und Jugend
Humphrey Mackworth war der zweite Sohn des Grundbesitzers Thomas Mackworth (um 1628–1696) aus dem südlich von Shrewsbury gelegenen Weiler Betton Grange und von Anne Bulkeley. Sein Großvater war Humphrey Mackworth (1603–1654), der während des englischen Bürgerkriegs ein bekannter puritanischer Militär und Politiker war. Auch sein Vater war während des Commonwealth Parlamentsabgeordneter gewesen. Mackworth studierte ab dem 11. Dezember 1674 am Magdalen College in Oxford und ab 10. Juni 1675 am Middle Temple in London. Am 26. Mai 1682 wurde er als Anwalt zugelassen, er stieg schließlich bis zum Master of the Bench auf. Im Gegensatz zu seinem Vater und Großvater unterstützte er jedoch politisch die Tories und wurde am 15. Januar 1683 von König Karl II. zum Ritter geschlagen. Als jüngerer Sohn erhielt er von seinem Vater eine jährliche Pension in Höhe von £ 80, wovon er um 1683 ein kleines Gut bei Tardebigge in Worcestershire erwerben konnte.

## Heirat und Betätigung als Unternehmer in Neath
1686 heiratete er Mary Evans (um 1660–vor Juli 1696), eine Tochter von Sir Herbert Evans aus Neath in Glamorgan und von Anne Morgan. Durch seine Heirat zog Mackworth nach Neath, wo er mit seiner Frau und seiner Familie im Great House wohnten. David Evans, der Großvater seiner Frau, und ihr Vater hatten Bergrechte für den Abbau von Kohle gepachtet. Dadurch besaßen sie in der Region von Neath quasi ein Kohlemonopol, wodurch sie jährliche Einkünfte in Höhe von etwa £ 1200 erzielten. Mackworths Frau wurde nach dem Tod ihrer Schwestern einzige Erbin ihres Vaters. Nach dem Tod von Herbert Evans heiratete seine Witwe einen weiteren David Evans, der zunächst den Betrieb weiterführte, jedoch 1696 überraschend starb.
Mackworth übernahm nun den Betrieb. Er erneuerte die Pachtverträge und weitete den Kohleabbau um Neath aus, dazu übernahm er die nicht mehr im Betrieb befindliche Kupferhütte bei Melyncryddan. Zum Betrieb verwendete er die in seinen Bergwerken gewonnene Kohle, während er das Kupfererz aus Cornwall und Cardiganshire importierte. 1698 weitete er seine Geschäfte nach Cardigan aus, wo Sir Carbery Pryse Kupfer- und Bleibergbau begonnen hatte. Nachdem 1693 das Bergbaumonopol der Society of Mines Royal geendet hatte, war Pryses Betrieb bedeutsam geworden, doch er starb 1694. Mackworth erwarb von dessen Erben Edward Pryse für £ 16.440 die Silber- und Bleimine Esgain Hir in Cardiganshire. Er plante nun, seine Kohlen-, Kupfer- und Bleibergwerke sowie seine Kupferhütten zu einem industriellen Komplex zu verbinden, wofür ihm jedoch die finanziellen Mittel fehlten. Es gelang ihm jedoch, Lord William Digby, Thomas Thynne, 1. Viscount Weymouth und andere Investoren für sein Unternehmen zu gewinnen. Mit ihnen gründete er die Company of Mine Adventurers, deren stellvertretende Direktor er auf Lebenszeit wurde. Die Kupferproduktion in Neath, wo die für die Verhüttung benötigte Kohle verfügbar war und das sowohl von den Kupferbergwerken in Cardigan wie auch von denen in Cornwall günstig erreichbar war, stieg in der Folge stark an. Zwischen 1698 und 1708 investierte Mackworth etwa £ 16.900 in seine Betriebe, Bergwerke und in den Hafen von Neath, was zu einem wirtschaftlichen Aufschwung der Region führte.

## Politische Karriere
Beflügelt von seinem wirtschaftlichen Erfolg, strebte Mackworth ab Juni 1699 ein Abgeordnetenmandat im House of Commons an, wofür er auch Geschenke und Bestechungen verwandte. Politisch blieb er trotz seiner puritanischen Abstammung weiterhin ein Unterstützer der Tories. Bei der Wahl im Februar 1701 wurde Mackworth auf Betreiben der Mine Adventurers als Knight of the Shire für Cardiganshire gewählt, jedoch scheiterte seine Kandidatur bei der zweiten Wahl des Jahres im Dezember gegen Lewis Pryse. Als dieser jedoch kurz darauf erkrankte, wurde 1702 wieder Mackworth gewählt. Im Parlament gehörte er zu den aktiven Abgeordneten und war in zahlreichen Ausschüssen vertreten, wobei er durchaus eigene und die Interessen seines Cousins und Geschäftspartners Sir Thomas Mackworth vertrat. Er war ein führender Vertreter der anglikanischen Staatskirche und ein starker Verfechter des Occasional Conformity Act, durch das Nonkonformisten und Katholiken von Staatsämtern ausgeschlossen wurden. Nachdem das Gesetz noch 1702 und 1704 im Parlament gescheitert war, wurde es 1711 beschlossen. Als Verfechter der anglikanischen Staatskirche verbündete er sich mit Sir Edward Seymour, der ihn im Gegenzug bei der Gewährung einer Royal Charter für seine Company of Mine Adventurers unterstützte. In Mackworths parlamentarischer Arbeit ist vor allem ein Entwurf für ein Armengesetz bemerkenswert, den ein von ihm geleiteter Ausschuss ab November 1702 erarbeitete. Das Gesetz sollte eine Reihe von bestehenden Gesetzen ablösen, in dem Antrag warb Mackworth für die Schaffung von Arbeitshäusern. Zu den Gegnern seines Entwurfs gehörte der Schriftsteller Daniel Defoe, der kritisierte, dass die von Mackworth propagierten Arbeitshäuser eine unzulässige Konkurrenz zu Manufakturen darstellen würden und damit langfristig eher die Anzahl der Armen vergrößern würden. Nachdem ein erster Versuch scheiterte, überarbeitete Mackworth 1704 und 1706 seinen Entwurf, der dennoch jeweils vom House of Lords abgelehnt wurde. Den Höhepunkt seiner politischen Bedeutung hatte Mackworth 1704, als er zu einer Gruppe Tories gehörte, die vergeblich den neu ernannten Secretary of State Robert Harley stürzen wollte.
Als führender Befürworter der Staatskirche kandidierte Mackworth bei den Unterhauswahlen 1705, ermuntert durch Henry Sacheverell und anderen, für die Universität Oxford, verlor die Wahl jedoch klar gegen Sir William Whitlock. Durch die Unterstützung von Sir Edward Seymour und Bischof Trelawny wurde er jedoch als Abgeordneter für Totnes in Devon gewählt. Im Dezember 1706 wechselte er von den Tories zu den Whigs, doch danach zog er sich aus der parlamentarischen Arbeit zurück, nachdem er sich verstärkt um seine Mine Adventurers’ Company kümmern musste.

## Wirtschaftliche und politische Auseinandersetzungen mit den Mansels
Mackworth wurde in heftige Streitigkeiten mit anderen Berwerksbetreibern der Region verwickelt. Seine Gesellschaft führte einen erbitterten Konkurrenzkampf gegen die Betriebe der Familie Mansel, der in gewalttätige Konflikte überging. Der Konflikt hatte nicht nur eine wirtschaftliche, sondern auch eine politische Komponente. Während die Familie Mansel Robert Harley unterstützte, war Mackworth ein Tory und damit ein Verbündeter von Lord Thomas Windsor und dem Duke of Beaufort.
Ursache des Streits mit den Mansels waren wahrscheinlich die Kohlegruben von Thomas Mansel bei Briton Ferry, die in direkter Konkurrenz zu den Betrieben von Mackworth standen. Aus der Konkurrenz wurde ab 1703 eine offene Gegnerschaft. 1705 kam es zu Übergriffen gegen eine von Mackworth bei Neath angelegte Schienenbahn. Da Thomas Mansel jedoch von seinem mächtigen Verwandten Edward Mansel von Margam unterstützt wurde, erhielt Mackworth keine Unterstützung durch die Justiz in Glamorgan. Er brachte den Konflikt deshalb vor das königliche Gericht, dazu erhob er im Dezember 1705 Beschwerde im House of Commons. Seine Gegner antworteten darauf mit Beschwerden seiner Arbeiter, denen er den Lohn vorenthalten hätte, bis sie zugesichert hätten, nicht als Zeuge gegen ihn auszusagen. Letztlich führten die Beschwerden zu keiner Entscheidung, so dass Mackworth sich auch im House of Commons nicht gegen seine mächtigen Gegner durchsetzen konnte. 1706 wurde Thomas Mansel Erbe seines gleichnamigen Cousins und seines Vaters Edward Mansel, er führte den Konflikt mit Mackworth weiter. Mackworth beschuldigte seine Gegner, dass sie ihn überfallen wollten, und lehnte eine Herausforderung zum Duell gegen William Phillips, einem Gefolgsmann von Mansel, aufgrund seiner religiösen Überzeugung ab. Anschließend brachte er die Herausforderung vor das Parlament, wo Phillips schließlich um Begnadigung bitten musste. Seine umstrittenen Geschäftspraktiken, seine politischen Ambitionen und sein wirtschaftlicher Erfolg brachten Mackworth die Gegnerschaft zahlreicher Bürger von Neath ein. Mackworth musste der Stadt zunächst Zugeständnisse machen, doch dann gelang es ihm 1707, ihm missliebigen Bürgern das Wahlrecht zu entziehen, wodurch er die politische Kontrolle über Neath, das zuvor die Mansels unterstützt hatte, zu gewinnen. Durch diese Aktionen, durch seinen wirtschaftlichen Erfolg und durch weiteren Landerwerb wurde er zum Hauptgegner von Mansel. Als Mackworth jedoch zu den Whigs wechselte und der Duke of Beaufort sich mit Thomas Mansel aussöhnte, hatte Mackworth keine Verbündeten, um erfolgreich als Abgeordneter für Glamorgan oder Cardiff zu kandidieren. Als auch noch sein Freund Edward Seymour starb, scheiterte bei der Unterhauswahl 1708 seine Wiederwahl in Totnes. Er versuchte nun, wieder als Knight of the Shire für Cardiganshire gewählt zu werden, scheiterte dort jedoch erneut an Lewis Pryse.

## Bankrott und weitere Tätigkeit als Unternehmer und Grundbesitzer
Mackworth konzentrierte sich nun auf weiteren Grunderwerb, unter anderem im Gebiet um Loughor in Südwales. Die Stadt gehörte bislang zum Einflussgebiet von Beaufort, so dass Mackworth nun auch noch zum wirtschaftlichen Konkurrenten für Beaufort wurde. Damit hatte sich Mackworth einen weiteren mächtigen Gegner gemacht, und in der Folge wurden seine wirtschaftlichen Betätigungen, die nun ohne seinen parlamentarischen Schutz waren, stärker überprüft. An seiner Company of Mine Adventurers waren unseriöse Spekulanten beteiligt, was bereits ab 1705 zu finanziellen Schwierigkeiten geführt hatte. Mackworth versuchte, die Finanzlage zu verschleiern, was 1709 zum Bankrott der Gesellschaft führte. Dieser wurde 1710 von einem Ausschuss des House of Commons untersucht, der abschließend Mackworth des schweren Betrugs beschuldigte. Nur der Sturz der Whig-Regierung im selben Jahr bewahrte Mackworth vor einer Verurteilung. Bedrängt von Gläubigern, hatte sein Ansehen schweren Schaden genommen. Er versuchte deshalb wieder, als Abgeordneter für das House of Commons gewählt zu werden, um durch parlamentarische Immunität geschützt zu werden. Seine Kandidatur bei einer Nachwahl in Cardigan Anfang 1710 scheiterte, doch bei der Unterhauswahl 1710 wurde er durch Unterstützung des Duke of Marlborough und durch das Versprechen, sich für den Bau eines Hafens in Aberystwith einzusetzen, gegen Lewis Pryse als Knight of the Shire für Cardiganshire gewählt.
Als Abgeordneter durch Immunität geschützt, kam er 1711 zu einer Einigung mit seinen Gläubigern. Die Mine Adventurers’ Company wurde umstrukturiert, Mackworth verlor den Posten des Direktors und seinen Einfluss auf die Geschäftsführung. Umgehend gründete er 1712 mit mehreren Kapitalgebern eine neue Gesellschaft, die Mineral Manufacturers. 1713 schied Mackworth endgültig aus dem House of Commons aus. Die Mineral Manufacturers traten jedoch in Konkurrenz zu der bisherigen Mine Adventurers’ Company, bis er schließlich 1720 von seinen Gegnern aus der Geschäftsführung gedrängt wurde. Seine Versuche, sich danach wieder als Unternehmer zu betätigen, scheiterten. Um Entschädigungen und Besitzansprüche kämpfte er bis zu seinem Tod.
Bereits 1703 und 1709 war Mackworth Constable von Neath Castle gewesen, ab 1709 war er Constable von Afan Castle. 1715 kaufte er die beiden Herrschaften mit dem entsprechenden Landbesitz. Im selben Jahr zog er in das neu erbaute Gnoll House, das er mit einem prächtigen formalen Garten umgab. Bei seinem Tod hinterließ er einen Besitz, der etwa £ 14.450 wert, jedoch mit über £ 17.000 Schulden belastet war.

## Soziales und religiöses Engagement
Trotz seiner umstrittenen Geschäftspolitik war Mackworth persönlich wohltätig und streng religiös. Am 8. März 1699 gehörte er zu den fünf Gründern der Society for Promoting Christian Knowledge (SPCK), die er in den nächsten Jahren eifrig unterstützte, und 1701 gründete er mit die Society for the Propagation of the Gospel in Foreign Parts. Obwohl er sich nach 1703 aus der Führung der SPCK zurückzog, blieb er ihr verbunden. Durch diese Tätigkeit lernte er Angehörige des anglikanischen Landadels kennen, die er als Investoren in seine Unternehmen gewinnen konnte. Mackworth bestimmte einen festen Teil der Gewinne seiner Firmen für wohltätige Zwecke und ab 1706 unterstützte er eine Schule für die Kinder seiner Arbeiter bei seinem Bergwerk Esgair Hir in Cardiganshire, wo er auch einen Geistlichen bezahlte. Eine weitere Schule für seine Arbeiterkinder unterstützte er bei Neath, dazu errichtete er Arbeiterwohnungen und gründete einen Fonds für kranke und invalide Arbeiter. Für diese Fürsorge wurde er von seinen Arbeitern sehr geschätzt. Andererseits hatte er keine Skrupel, als vermeintlicher Wohltäter verurteilte Straftäter als Zwangsarbeiter zu nutzen. Dazu unterhielt er eine Schlägertruppe, um seinen Besitz zu schützen und Konkurrenten einzuschüchtern.
Mackworth selbst verfasste mehrere religiöse Werke, in denen er das Lesen der Bibel, beten, fasten und den Empfang der Sakramente propagierte. Er war ein entschiedener Verfechter der Staatskirche und ein Gegner der Dissenter. Die Einheit von Kirche und Staat hielt er für den Frieden und für das Wohlergehens der Regierung erforderlich. Bis ins hohe Alter verfasste er dazu politische Pamphlete, was schließlich zum Bruch mit seinem älteren Bruder Bulkeley führte. Daneben führte er ein Tagebuch, in dem er offen die Ziele seiner wirtschaftlichen Bestrebungen niederschrieb.

## Nachkommen
Aus seiner Ehe hatte er drei Söhne und zwei Töchter, darunter:
- Herbert Mackworth (1687–1765)
- Kingsmill Evans Mackworth (* 1688)
- William Mackworth-Praed (1694–1752)

Sein Erbe wurde sein ältester Sohn Herbert Mackworth.

## Werke (Auswahl)
- Peace at home, or, A vindication of the proceedings of the honourable the House of Commons, on the bill for preventing danger from occasional conformity ... Freeman Collins, London 1703
- Free Parliaments or, a vindication of the fundamental right of the Commons of England in Parliament assembled... London 1704
- The case of Sir Humphrey Mackworth and the Mine Adventurers, with respect to the extraordinary proceedings of the agents, servants and dependents, of the Right Honourable Sir Thomas Mansell, Bar. London 1707